# Костромцов, Пётр Степанович
Пётр Степа́нович Костромцо́в (9 [22] июля 1917, село Никольское, Новгородская губерния — 10 августа 1944, Паневежский уезд, Литовская ССР) — старший сержант Рабоче-крестьянской Красной Армии, участник Великой Отечественной войны, Герой Советского Союза (1944).

## Биография
Пётр Костромцов родился 9 (22) июля 1917 года в селе Никольское (ныне — Череповецкий район Вологодской области). Окончил школу-семилетку и Череповецкий педагогический техникум, после чего работал сначала учителем, затем заведующим начальной школой, позднее работал учителем в селе Заборье Ленинградской области. В 1939 году Костромцов был призван на службу в Рабоче-крестьянскую Красную Армию. Участвовал в боях советско-финской войны. С начала Великой Отечественной войны — на её фронтах. Участвовал в боях на Украине, Сталинградской битве. К июню 1944 года гвардии старший сержант Пётр Костромцов был помощником командира взвода связи 102-й гвардейской отдельной роты связи 71-й гвардейской стрелковой дивизии 23-го гвардейского стрелкового корпуса 6-й гвардейской армии 1-го Прибалтийского фронта. Отличился во время Белорусской операции.
22-24 июня 1944 года взвод Костромцова двигался в авангарде советских войск, обеспечивая их связью. 24 июня группа связистов, возглавляемая Костромцовым, переправилась через Западную Двину в районе деревни Дворище Бешенковичского района Витебской области Белорусской ССР и проложила по её дну кабель. 8-13 июля 1944 года во время боёв в районе Полоцка и Шяуляя Костромцов со своими бойцами устранял многочисленные повреждения кабеля.
Указом Президиума Верховного Совета СССР от 22 июля 1944 года за «образцовое выполнение боевых заданий командования на фронте борьбы с немецкими захватчиками и проявленные при этом мужество и героизм» гвардии старший сержант Пётр Костромцов был удостоен высокого звания Героя Советского Союза. Орден Ленина и медаль «Золотая Звезда» он получить не успел, так как 12 августа 1944 года погиб в бою на территории Паневежского уезда Литовской ССР. Похоронен в городе Пасвалис.
Был также награждён медалями «За отвагу» и «За оборону Сталинграда».
В Пасвалисе был установлен памятник Костромцову.